# Xbox 360
O Xbox 360 é um console de video games desenvolvido pela Microsoft. Como sucessor do Xbox original, é o segundo console da série Xbox. Ele competiu com o PlayStation 3 da Sony e o Wii da Nintendo como parte da sétima geração de consoles. Foi oficialmente anunciado na MTV em 12 de maio de 2005, com lançamento detalhado e informações dos jogos anunciadas mais tarde na edição de 2005 da E3.
O Xbox 360 possui um serviço online, a Xbox Live, que foi expandida a partir de sua iteração anterior no Xbox original e recebeu atualizações regulares durante a vida útil do console. Disponível em variedades gratuitas e baseadas em assinatura, a Xbox Live permite aos usuários jogar jogos online; baixar jogos (através da Xbox Live Arcade) e demos; comprar e transmitir músicas, programas de televisão e filmes através dos portais Xbox Music e Xbox Video e acessar serviços de conteúdo de terceiros através de aplicativos de transmissão de mídia. Além dos recursos multimídia on-line, ele permite aos usuários transmitir mídia de PCs locais. Vários periféricos foram lançados, incluindo controles sem fio, discos rígidos com armazenamento expandido e a câmera sensora de movimentos: o Kinect. O lançamento desses serviços adicionais e periféricos ajudou a marca Xbox a crescer a partir de jogos para englobar todos os multimídia, transformando-o em um hub para entretenimento na sala de estar.
Lançado em todo o mundo entre 2005 e 2006, o Xbox 360 foi inicialmente escasso em muitas regiões, incluindo a América do Norte e a Europa. As primeiras versões do console sofreram uma alta taxa de falha, indicada pelas chamadas "Três Luzes Vermelhas", exigindo uma extensão do período de garantia do dispositivo. A Microsoft lançou dois modelos redesenhados do console: o Xbox 360 S em 2010, e o Xbox 360 E em 2013. Em junho de 2014, 85,60 milhões de consoles Xbox 360 foram vendidos em todo o mundo, tornando-se o sexto console de videogames mais vendido da história, e o console mais vendido feito por uma empresa americana. Embora não seja o console mais vendido de sua geração, o Xbox 360 foi considerado pelo TechRadar como o mais influente através da sua ênfase na distribuição de mídia digital e jogos multiplayer na Xbox Live.

## História

### Desenvolvimento
Conhecido durante o desenvolvimento como Xbox Next, Xenon, Xbox 2, Xbox FS ou NextBox, o Xbox 360 foi concebido no início de 2003. Em fevereiro de 2003, o planejamento da plataforma de software Xenon começou e foi liderado pelo vice-presidente da Microsoft, J Allard. Naquele mês, a Microsoft realizou um evento para 400 desenvolvedores em Bellevue, Washington, para recrutar suporte para o sistema. Também nesse mês, Peter Moore, ex-presidente da Sega of America, se juntou à Microsoft. Em 12 de agosto de 2003, a ATI foi escolhida para produzir a GPU do novo console, um acordo que foi anunciado publicamente dois dias depois. Antes do lançamento do Xbox 360, vários kits de desenvolvimento Alpha foram vistos usando o hardware Power Mac G5 da Apple. Isso porque o processador do sistema PowerPC 970 roda a mesma arquitetura PowerPC que o Xbox 360 usaria em um processador IBM Xenon. Os núcleos do processador foram desenvolvidos utilizando uma versão ligeiramente modificada do processador Cell do PlayStation 3 que usava a arquitetura PPE. De acordo com David Shippy e Mickie Phipps, os funcionários da IBM estavam "escondendo" seu trabalho da Sony e da Toshiba, parceiros da IBM no desenvolvimento do Processador Cell. Jeff Minter criou o programa de visualização de música Neon que está incluído no Xbox 360.

### Lançamento

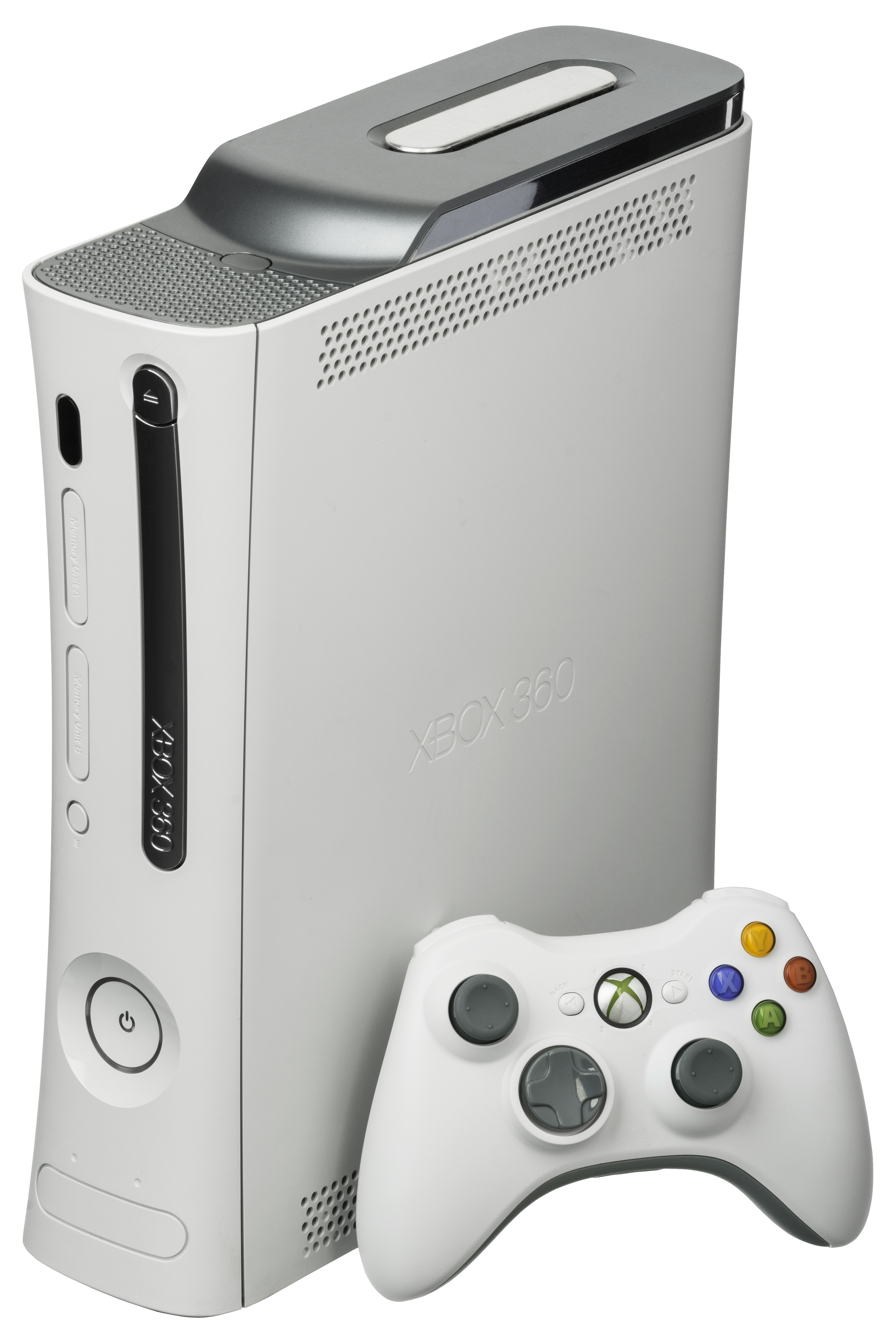
Primeiro modelo do console

O Xbox 360 foi lançado em 22 de novembro de 2005, nos Estados Unidos e no Canadá; 2 de dezembro de 2005, na Europa e 10 de dezembro de 2005, no Japão. Mais tarde, foi lançado no México, Brasil, Chile, Colômbia, Hong Kong, Cingapura, Coréia do Sul, Taiwan, Austrália, Nova Zelândia, África do Sul, Índia e Rússia. No seu primeiro ano no mercado, o console foi lançado em 36 países, mais países do que qualquer outro console lançado em um único ano.

### Recepção Crítica
Em 2009, o portal IGN nomeou o Xbox 360 como o sexto maior console de videogames de todos os tempos, fora de um campo de 25. Embora não seja o console mais vendido da sétima geração, o Xbox 360 foi considerado pelo TechRadar como o mais influente, enfatizando a distribuição de mídia digital e jogos online através da Xbox Live e divulgando prêmios de conquista de jogos. A PC Magazine considerou o Xbox 360 como o protótipo de jogos online, pois "provou que as comunidades de jogos online poderiam prosperar no espaço do console". Cinco anos após o lançamento do Xbox 360, o bem-recebido Kinect, câmera de captura de movimentos foi lançado, que definiu o registro de ser o dispositivo eletrônico de consumo mais rápido da história e prolongou a vida útil do console. A revista Edge classificou o Xbox 360 como o segundo melhor console do período 1993-2013, afirmando: "Ele tinha sua própria rede social, bate-papo cruzado, novos jogos indie em todas as semanas e a melhor versão de quase todos os jogos multiplataforma... Killzone não é Halo e hoje Gran Turismo não é Forza, mas não é sobre os exclusivos - não há nada para superar a saída da Naughty Dog, afinal. Em vez disso, trata das escolhas que a Microsoft fez de volta na vida útil do Xbox original. A arquitetura semelhante a de um PC significava que os primeiros títulos da EA Sports funcionavam em 60 FPS em comparação com apenas 30 no PS3, a Xbox Live significava que todos os jogadores dedicados possuíam uma lista de amigos existente, e Halo significava que a Microsoft tinha o exclusivo assassino da próxima geração. E quando desenvolvedores de demonstrações de jogos no PC, agora eles fazem isso com um bloco de 360, outro benchmark da indústria e um crítico.''

### Vendas

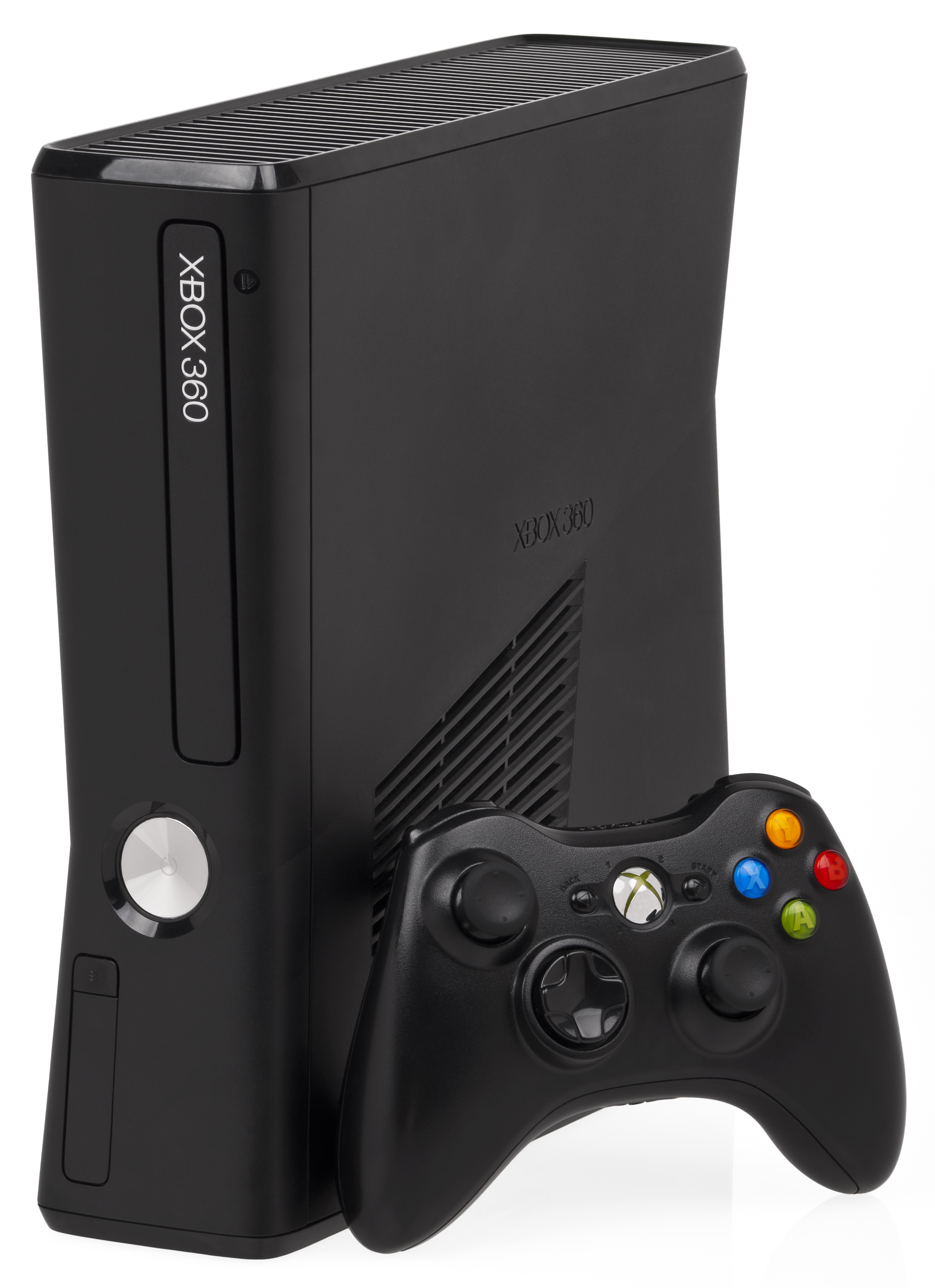
Segundo modelo do console, o Slim, lançado em 2010

A produção do Xbox 360 começou apenas 69 dias antes do lançamento, e a Microsoft não conseguiu fornecer consoles suficientes para atender a demanda inicial dos consumidores na Europa ou na América do Norte, vendendo completamente após a liberação em todas as regiões, exceto no Japão. Quarenta mil unidades foram oferecidas para venda no site de leilões eBay durante a semana inicial de lançamento, 10% da oferta total. Até o final do ano, a Microsoft enviou 1,5 milhão de unidades, sendo 900 mil na América do Norte, 500 mil na Europa e 100 mil no Japão.
Em maio de 2008, a Microsoft anunciou que 10 milhões de Xbox 360 foram vendidos e que era o "primeiro console de videogames da geração atual" para ultrapassar a figura de 10 milhões nos EUA. Nos EUA, o Xbox 360 foi o líder nas vendas de consoles daquela geração até junho de 2008, quando foi superado pelo Wii. O Xbox 360 vendeu um total de 870 000 unidades no Canadá a partir de 1º de agosto de 2008. Entre janeiro de 2011 e outubro de 2013, o Xbox 360 foi o console mais vendido no Estados Unidos durante estes 32 meses consecutivos.
Na Europa, o Xbox 360 vendeu sete milhões de unidades a partir de 20 de novembro de 2008, de acordo com a Microsoft. No Reino Unido, o Xbox 360 vendeu 3,9 milhões de unidades a partir de 27 de junho de 2009, de acordo com a GfK Chart-Track.
Enquanto o Xbox original vendeu apenas 2 milhões de unidades, enquanto ele estava disponível naquele mercado (entre 2002 e 2005), o Xbox 360 teve um desempenho ainda pior, vendendo apenas 1,5 milhões de unidades entre 2005 e 2011. A revista Edge informou, em agosto de 2011, que, inicialmente, as vendas baixas e, subsequentemente, as vendas que caíram no Japão, onde a Microsoft não conseguiu fazer grandes incursões no domínio das rivais Sony e Nintendo, levaram os varejistas a diminuir e, em alguns casos, interromper as vendas do Xbox 360 completamente.

### Legado

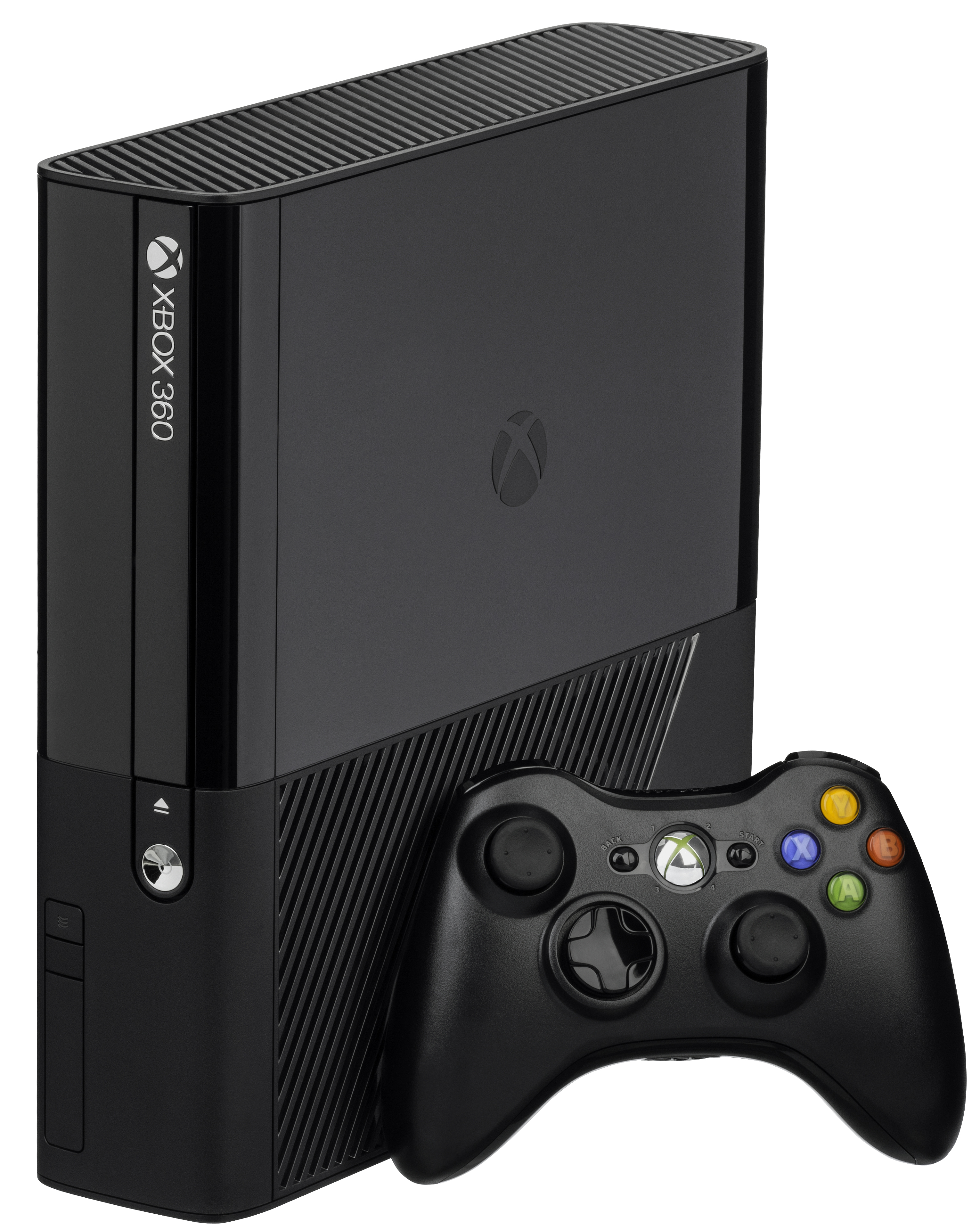
Terceiro modelo, o Xbox 360 E, anunciado na E3 de 2013. Compartilha muitas semelhanças estéticas com o Xbox One.

Nos últimos anos o Xbox 360 havia vendido muito mais que o seu antecessor. É considerado um sucesso, uma vez que reforçou a Microsoft como uma força importante no mercado de consoles à custa de rivais bem estabelecidos. O barato Nintendo Wii foi o líder da sétima geração, mas acabou por ver um colapso do suporte de software de terceiros em seus últimos anos, e foi visto por alguns como uma moda desde o seu sucessor Wii U que teve uma boa estréia em 2012. O PlayStation 3 foi considerado com um desempenho ruim por algum tempo, devido a ser muito caro e, inicialmente, falta de títulos de destaque, tornando-se muito menos dominante que o seu antecessor, o PlayStation 2, e demorou até o final da vida útil do PlayStation 3 por suas vendas e títulos de jogos para alcançar a paridade com o Xbox 360. TechRadar afirmou que "Xbox 360 passa o bastão como rei do monte - uma posição que coloca mais pressão sobre o seu sucessor, o Xbox One".
A vantagem do Xbox 360 em relação aos seus concorrentes devia-se ao lançamento de títulos de alto perfil de desenvolvedores first party e de desenvolvedores third party. O 2007 Game Critics Awards homenageou a plataforma com 38 indicações e 12 vitórias - mais do que qualquer outra plataforma. Em março de 2008, o Xbox 360 atingiu uma taxa de anexos de software de 7,5 jogos por console nos EUA; a taxa foi de 7,0 na Europa, enquanto os concorrentes eram 3,8 (PS3) e 3,5 (Wii), de acordo com a Microsoft. Na Game Developers Conference de 2008, a Microsoft anunciou que esperava mais de 1 000 jogos disponíveis para o Xbox 360 até o final do ano. Além de desfrutar de exclusivos, como adições às franquias Halo, Forza e Gears of War, o Xbox 360 conseguiu obter um lançamento simultâneo de títulos inicialmente planejados para serem exclusivos do PS3, incluindo Devil May Cry 4, Ace Combat 6, Virtua Figther 5, Grand Theft Auto IV, Final Fantasy XIII, Tekken 6, Metal Gear Solid: Rising, e L.A. Noire. Além disso, as versões do Xbox 360 de jogos multiplataforma foram geralmente consideradas melhores que às versões de PS3 entre 2006 e 2007, em parte devido às dificuldades de programação no console da Sony.
O TechRadar considerou o Xbox 360 como o sistema de jogos mais influente através da ênfase na distribuição de mídia digital, no serviço de jogos on-line Xbox Live e no recurso de conquista de jogos. Durante a vida útil do console, a marca Xbox cresceu a partir de jogos para englobar todos os multimídia, transformando-o em um hub para entretenimento na sala de estar. Cinco anos após o lançamento do Xbox 360, a câmera de captura de movimentos Kinect foi lançada, e acabou se tornando o dispositivo eletrônico de consumo mais rápido da história e estendeu a vida útil do console.
A Microsoft anunciou o Xbox One, sucessor do Xbox 360, na E3 em 10 de junho de 2013. Em 20 de abril de 2016, a Microsoft anunciou o fim da produção de novos consoles, porém, a empresa continuará a fornecer suporte de hardware e software para o Xbox 360, pois os títulos do Xbox 360 podem ser jogados no Xbox One e Xbox Series X/S.

## Hardware

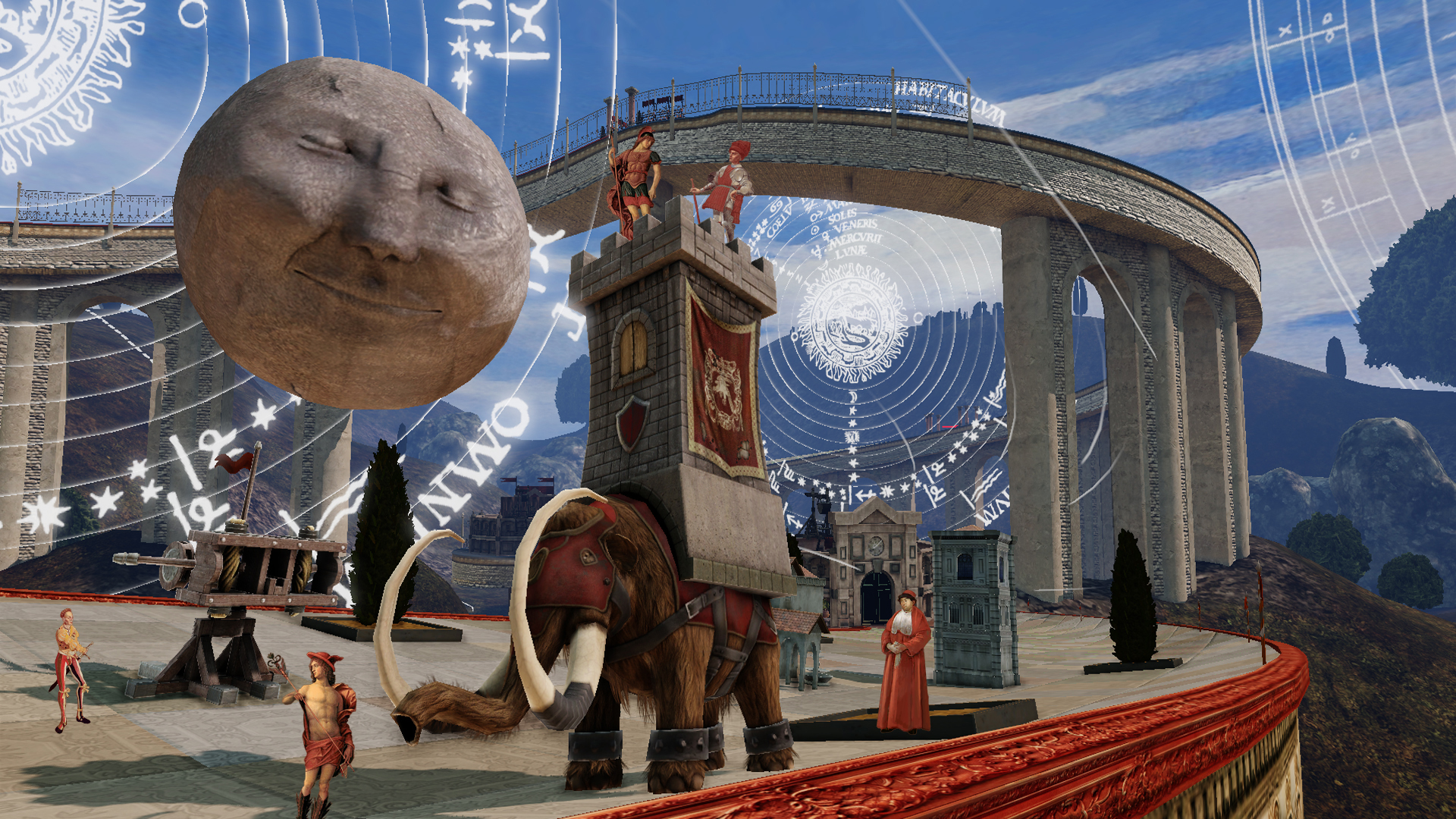
Rock of Ages, um dos muitos jogos feitos com Unreal Engine 3 disponíveis no console Xbox 360.

O Xbox 360 em si tem ligeira concavidade dupla em branco fosco ou preto. A cor oficial do modelo branco é Arctic Chill. Ele possui uma porta na parte superior quando vertical (lado esquerdo quando horizontal) no qual uma unidade de disco rígido personalizada pode ser conectada.
Nos modelos S e E, o compartimento do disco rígido está na parte inferior quando vertical (lado direito quando horizontal) e requer a abertura de uma porta oculta para acessá-lo (isso não anula a garantia). Os discos rígidos dos modelos S e E são unidades de laptop SATA padrão de 2,5", mas possuem um gabinete e firmware personalizados para que o Xbox 360 possa reconhecê-lo.

### Especificações técnicas

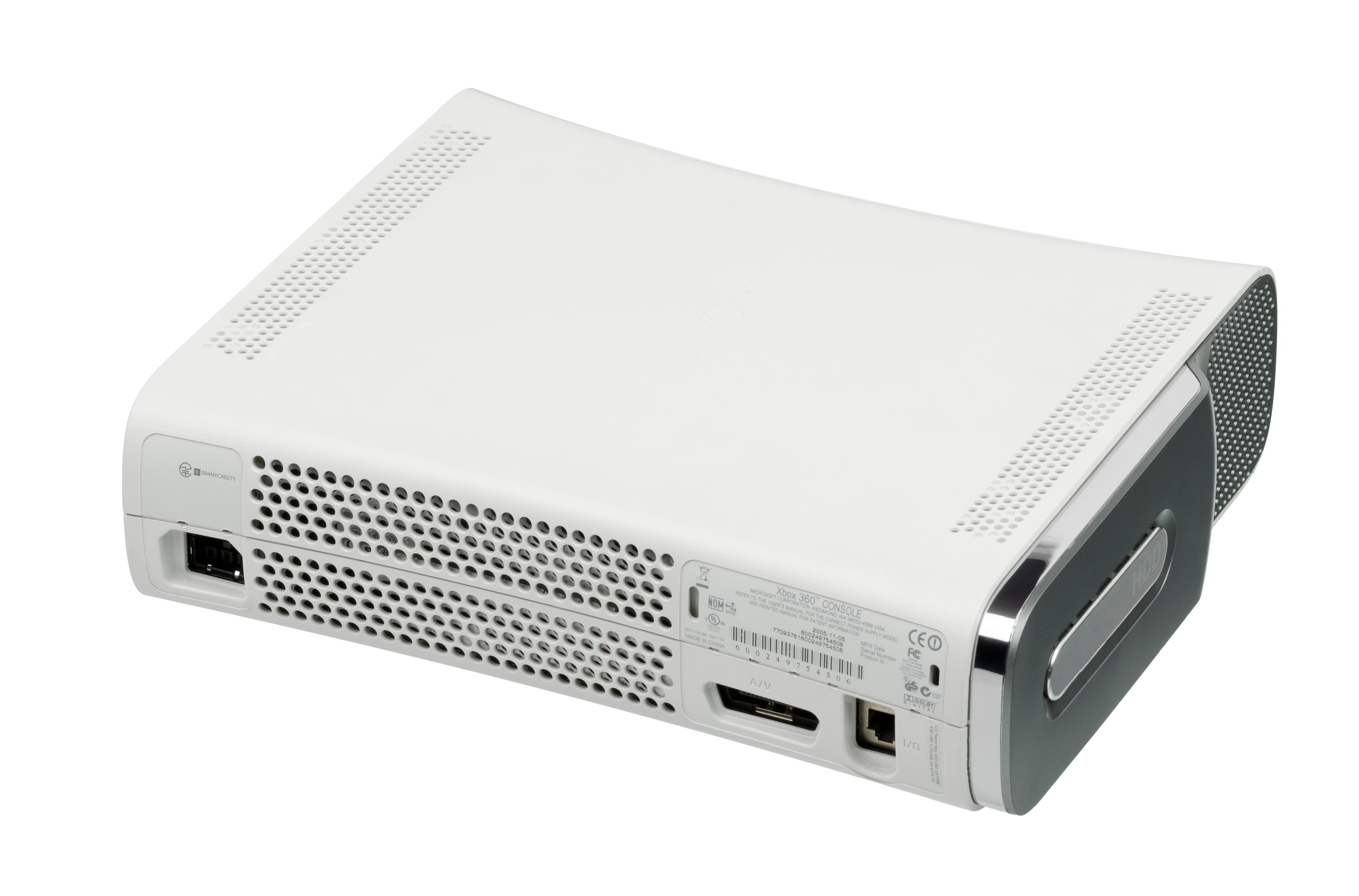
Parte de trás de um dos primeiros modelos do Xbox 360. Incluía um disco rígido de 20 GB e uma moldura prateada para unidade de DVD.

Várias unidades de disco rígido foram produzidas, incluindo opções em 4, 20, 60, 120, 250 ou 320 GB. No interior, o Xbox 360 usa uma CPU de três núcleos da IBM chamada de ''Xenon'', com cada núcleo capaz de processar simultaneamente dois tópicos (threads), e, portanto, podendo operar em até seis segmentos de uma vez. O processamento gráfico é feito pela ATI Xenos, que tem 10 MB de eDRAM. Sua memória RAM tem 512 MB de tamanho que compartilhava com sua GPU, ou seja, as desenvolvedoras de jogos eram livres para aumentar as texturas no Xbox 360 pois ele ''tinha'' mais memoria de GPU do que o concorrente PS3 com apenas 256 MB e 256 MB de RAM.

## Acessórios e periféricos

### Controladores

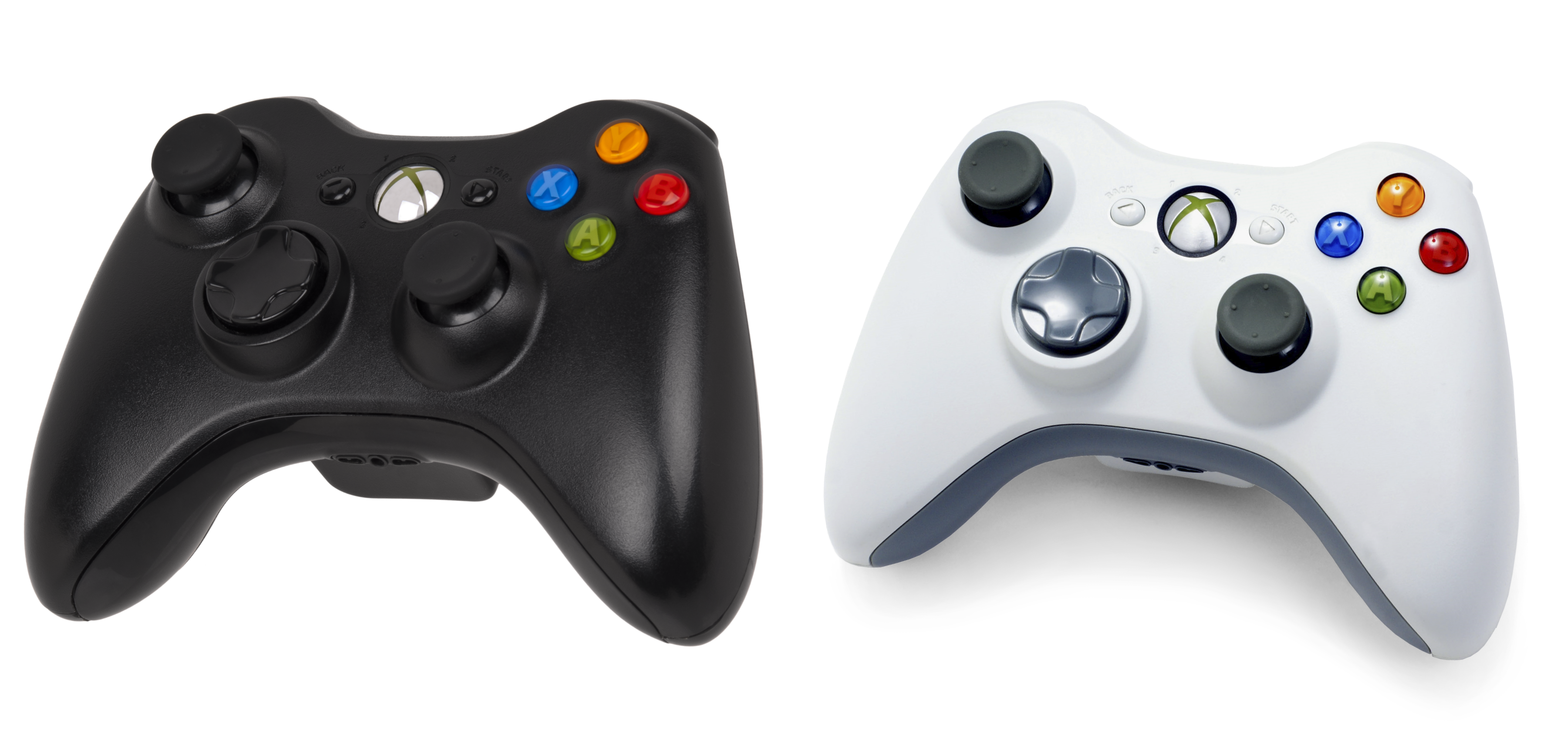
Controles sem fio preto e branco do console. Na direita; o primeiro modelo branco introduzido no lançamento. Na esquerda; o modelo na cor preta introduzido com a versão Slim, que incluía um detalhe prateado no botão de guia Xbox.

O controlador do Xbox 360 é o principal controlador do console desenvolvido pela Microsoft. Foi introduzido na E3 de 2005. O controlador do Xbox 360 vem em duas versões com e sem fio. As versões com e sem fio também são compatíveis com a maioria dos sistemas operacionais da Microsoft, como Windows XP, Windows Vista, Windows 7, Windows 8 e Windows 10.
Os controladores sem fio funcionam com baterias AA ou baterias recarregáveis. Os controladores com fio podem ser conectados a qualquer uma das portas USB no console.
O botão "Guia", localizado no centro superior do controlador, é rotulado com o logotipo do Xbox e é usado para ligar o console/controlador e acessar o menu do guia, fornecendo várias opções de configurações do console. O botão é circundado por um "anel de luz" verde, que indica o número do controlador, além de piscar ao conectar e fornecer notificações.

### Chatpad

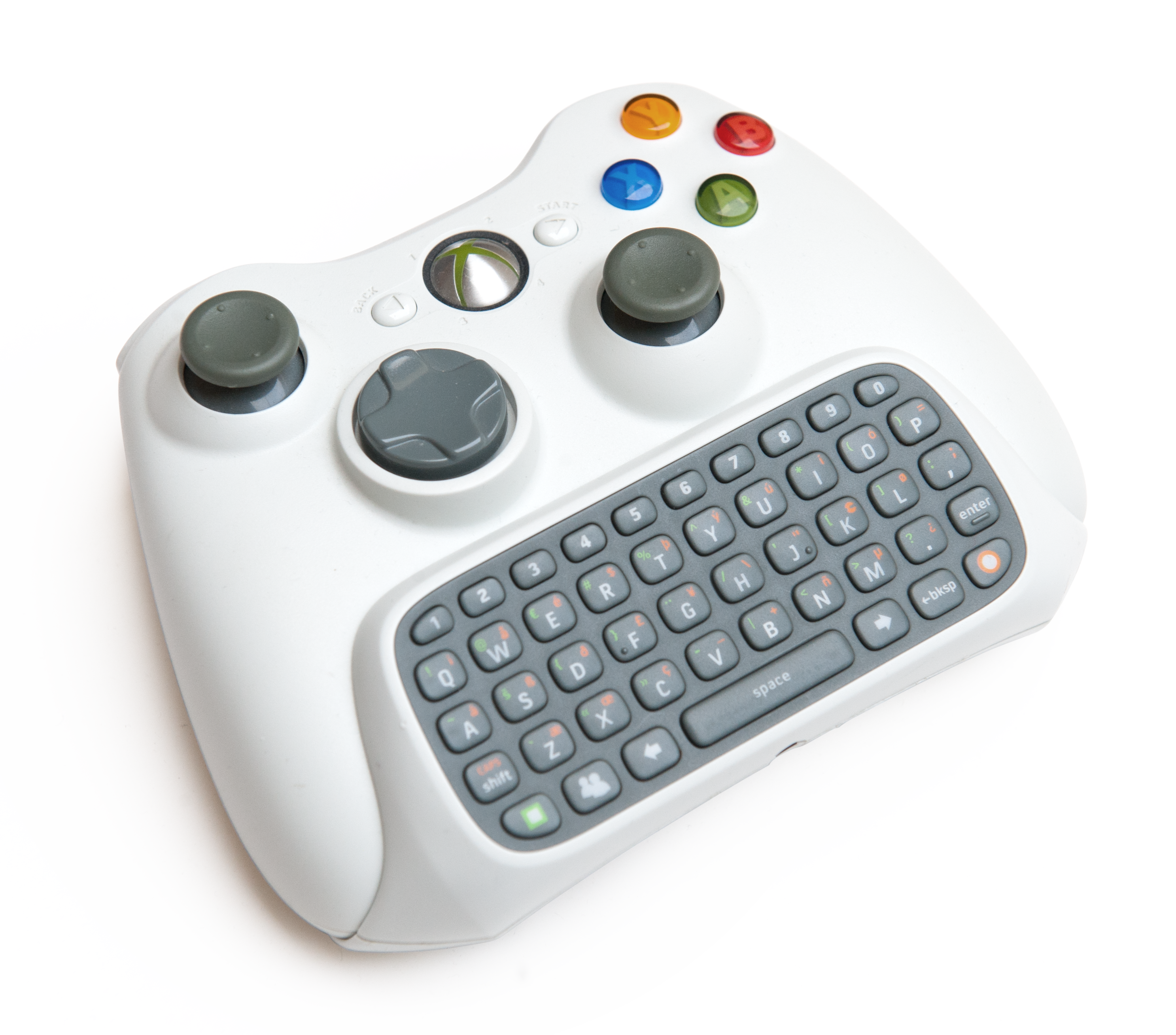
Um Chatpad acoplado ao controle

Criado em 4 de Setembro de 2007 pela Microsoft, Chatpad é um acessório pratico que permite os usuários enviarem mensagens com muita mais facilidade, e mais rápido do que se estivessem com um controle Xbox 360 sem acessórios. Além disso, ele veio com a chegada do Windows Live Menssenger no Xbox 360.
Sendo assim, usuários de Xbox 360 pudessem conversar com usuários de Windows Vista , mas ganhou suporte com outras versões do Windows.

### Universal Media Remote

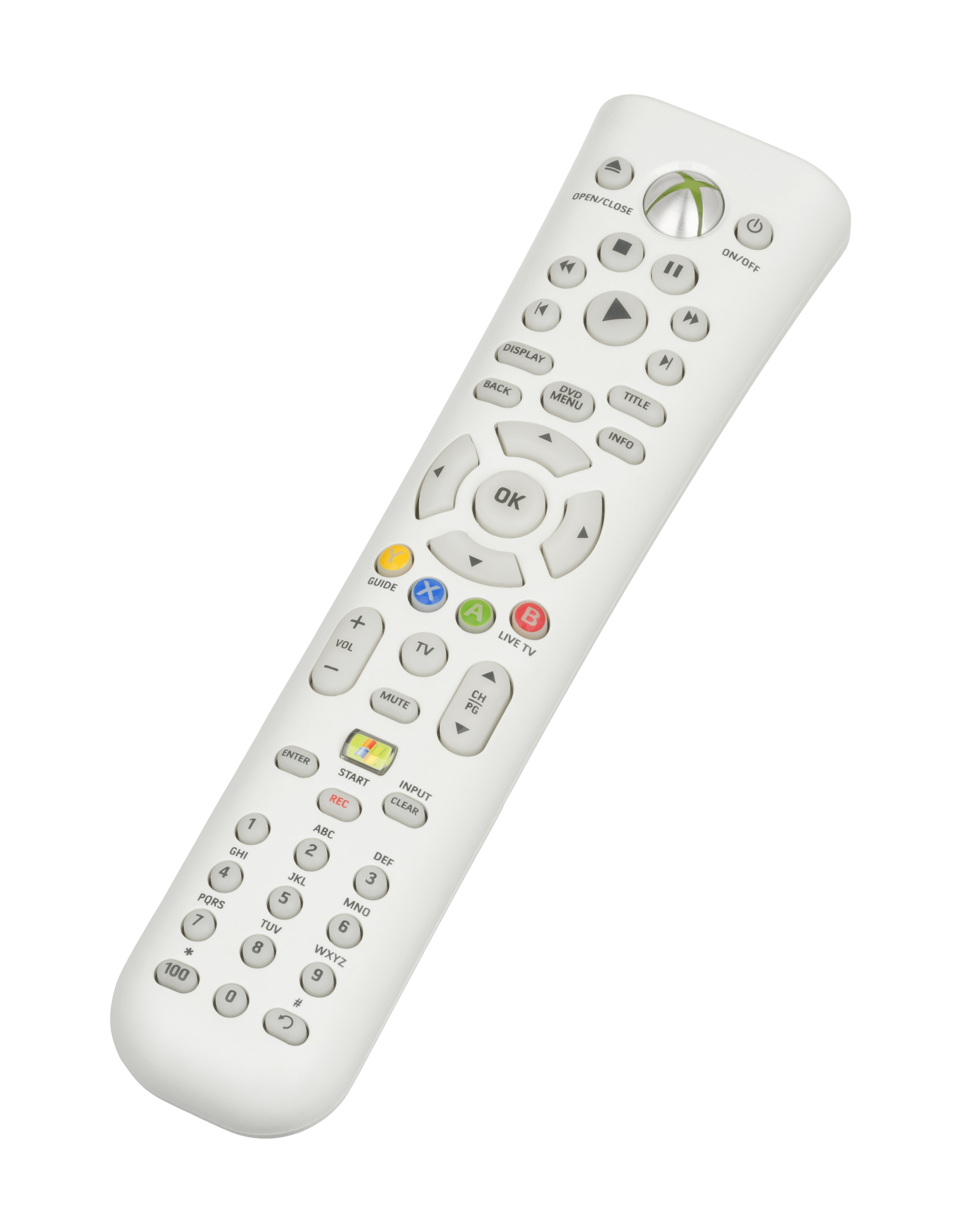
O controle remoto multimídia para o console de videogame Xbox 360. Este é o segundo controle remoto para o Xbox 360, o primeiro sendo uma versão mais curta que veio embalada com versões de lançamento do hardware do Xbox 360 Pro

Pelo fato do Xbox 360 possuir suporte com DVDs, a Microsoft criou um acessório para o Xbox 360 que seria exatamente a ideia de um Controle Remoto. O acessório contava com 2 Pilhas AA para a funcionalidade. Este controle remoto foi mais tarde substituído por uma versão menor em preto para combinar com o redesenho do Xbox 360 S e E. A nova versão é chamada de "Media Remote"

### Xbox Live Vision
O Xbox Live Vision é uma câmera utilizada no console Xbox 360 e no Xbox Live. A câmera pode ser usada para um video chat, personalização de imagens em jogos, e ainda para fotos. A câmera possui 640 × 480, em vídeo a 30 fps, também é capaz de tirar fotos com uma resolução de até 1.3 megapixels.
A câmera utiliza conexão USB 2.0, e pode também ser utilizada em PC e Mac OS X 10.4.9.
A Xbox Live Vision foi anunciada na E3 de 2006,lançada na América do Norte em 19 de setembro de 2006. Foi lançada na Europa e na Ásia em 6 de Outubro, e em 2 de Novembro no Japão.
Em 2010, o Xbox Live Vision foi substituído pelo acessório Kinect.

### Kinect

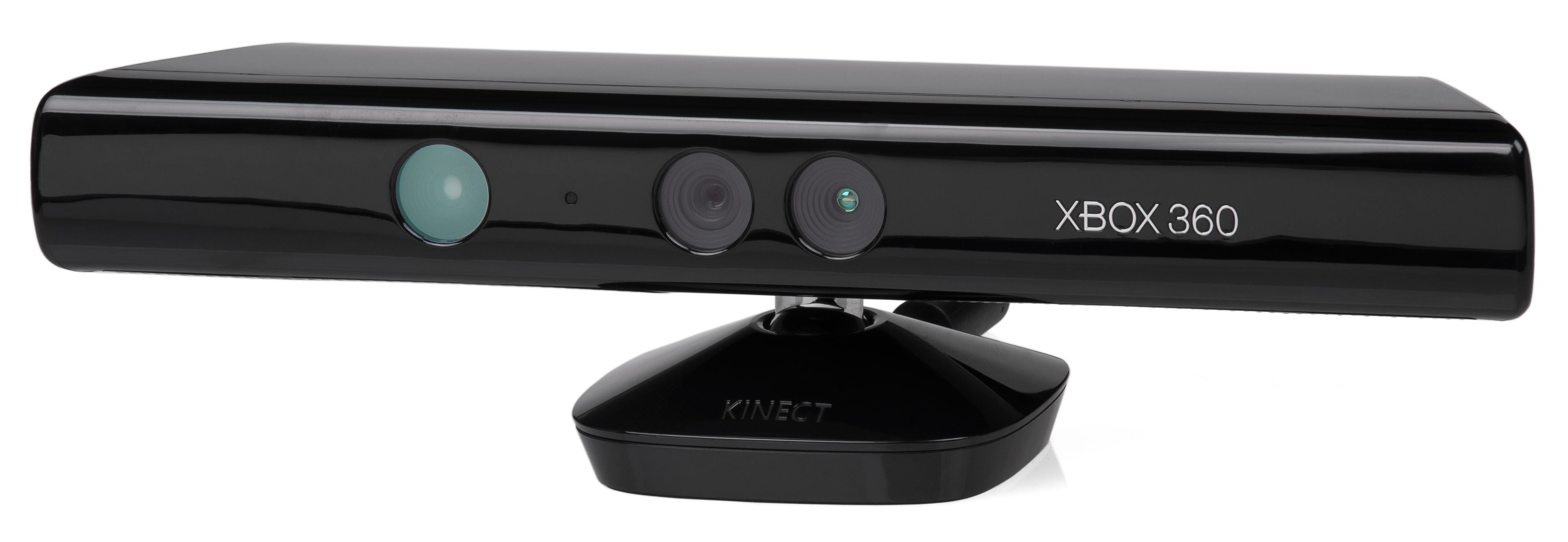
Sensor de movimento "Kinect"

Kinect é uma "experiência de entretenimento e de jogos sem controle" para o Xbox 360. Foi anunciado pela primeira vez em 1 de junho de 2009 na Electronic Entertainment Expo (também conhecida como E3 ) daquele ano, sob o codinome Project Natal. O periférico adicional permite aos usuários controlar e interagir com o Xbox 360 sem um controle tradicional usando gestos, comandos falados e objetos e imagens apresentados. O acessório é compatível com todos os modelos Xbox 360, conectando-se a novos modelos através de um conector personalizado e aos mais antigos através de um adaptador USB e de rede. Durante o discurso principal da CES 2010, Robbie Bach e o ex-CEO da Microsoft Steve Ballmer continuaram dizendo que o Kinect seria lançado durante o período de férias (novembro-janeiro) e funcionará com qualquer console Xbox 360. Seu nome e data de lançamento foram anunciados oficialmente em 13 de junho de 2010, antes da conferência de imprensa da Microsoft na E3 2010.

## Problemas técnicos

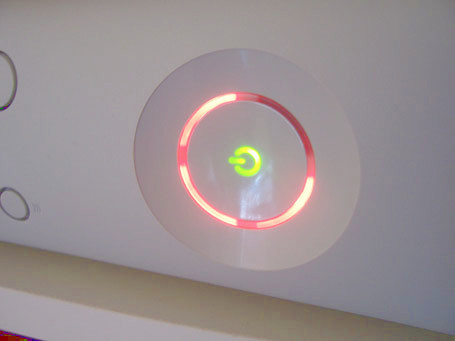
Três luzes vermelhas no indicador de anel do Xbox 360 representam um "Erro geral que requer manutenção do console ou adaptador de energia", comumente apelidado de "Anel Vermelho da Morte"

Os consoles Xbox 360 (Arcade e Elite) foram sujeitos a uma série de problemas técnicos. Desde o lançamento do console em 2005, os usuários relataram preocupações sobre sua confiabilidade e taxa de falhas.
Para ajudar os clientes com consoles defeituosos, a Microsoft estendeu a garantia do Xbox 360 para três anos por problemas de falha de hardware que geram um relatório de erro "Falha de hardware geral". Uma "Falha de Hardware Geral" é reconhecida em todos os modelos lançados antes do Xbox 360 S por três quadrantes do anel em torno do botão de energia que piscam luzes vermelhas. Este erro é conhecido como as "Três Luzes Vermelhas" (Mais conhecido como "O Anel Vermelho da Morte"). Em abril de 2009, a garantia foi estendida para também cobrir falhas relacionadas ao código de erro E74. A extensão de garantia não é concedida para outros tipos de falhas que não geram esses códigos de erro específicos.
Como esses problemas surgiram, a Microsoft tentou modificar o console para melhorar sua confiabilidade. As modificações incluem uma redução no número, tamanho e colocação de componentes, a adição de dabs de epóxi nos cantos e bordas da CPU e GPU como cola para evitar movimentos em relação à placa durante a expansão do calor, e um segundo dissipador de calor na GPU para dissipar mais calor. Com o lançamento do modelo redesenhado Xbox 360 S, a garantia para os modelos mais recentes não inclui a cobertura estendida para três anos para "Falhas Gerais de Hardware". Os modelos Xbox 360 S e E indicam o superaquecimento do sistema quando o botão de energia do console começa a piscar em vermelho, ao contrário dos modelos anteriores, onde o primeiro e o terceiro quadrante do anel se acenderem em volta do botão de energia se houver superaquecimento. O sistema avisará então o usuário do desligamento iminente do sistema até que o sistema esfriasse, enquanto que um botão de energia que alterna entre verde e vermelho é uma indicação de "Falha de hardware geral" ao contrário dos modelos mais antigos, onde três dos quadrantes piscam luzes vermelhas.

## Retrocompatibilidade
As versões do Xbox 360 de 2005 até 2009 já vem com um HDD original, assim pode executar um limitado numero de jogos do Xbox original. As versões do Xbox 360 S e E precisa de um HDD padrão inserido da Microsoft, não podendo ser um externo. Na maioria dos Xbox 360 S e E, é necessário a compra de um HDD original.